# Gillie Mc Pherson
Pour les articles homonymes, voir McPherson.
Gillian Mc Pherson (née le 21 août 1949, Belfast, Irlande du Nord) est une chanteuse, auteur-compositrice et musicienne (guitare, mandocello).
Musicienne autodidacte, elle a fait partie du monde des folks clubs durant les années 1960. Accompagnée de sa guitare, elle a dès l'âge de 16 ans suscité l'intérêt de l'industrie de la musique. La BBC TV l'a invitée à animer deux de ses propres séries musicales, dont "Gillie". Elle a participé à de multiples émissions de musique pour la Télévision, la Radio et des Films, notamment The Dogs of War (Les Chiens de guerre).
Son style est éclectique avec une âme des années 1970 et 80 et un fort rapport au blues, au folk et aux groove-jazz. Sa maîtrise vocale naturelle de toutes les inflexions du blues en font une des grandes chanteuses actuelles.

## Discographie
- 2019 : Abreath
- 2018 : Song Tales
- 2006 : Our Street
- 2002 : Common Ground
- 2000 : Celtic Cross
- 1994 : Rock-Blues
- 1987 : Sweet Deceit (2 titres) Gee Wiz Records, Londres.
- 1971 : Poets, Painters and Performers of Blues   R.C.A. Records, Londres. (Vinyl de collectionneurs)

## Musique de films
- 1985 : Turtle Diary	Distribution internationale.
- 1984 : A Fella by the Name Of	Independant. Nick Gifford.U.K.
- 1983 : A State Of Wonder	Independent. Martin Donovan.
- 1980 : The Dogs of War (Les Chiens de guerre)	United Artists. International.